# Wolf Dietrich von Kottwitz
Wolf Dietrich Kurt Rudolf Erdmann von Kottwitz (* 2. November 1889 in Dresden; † 10. Oktober 1969) war ein deutscher Verwaltungsjurist.

## Leben
Er war das zweite Kind des preußischen Majors a. D. Rudolf von Kottwitz (1841–1898) und dessen aus Berlin stammender Gemahlin Ella, geb. Louis (1856–1923). Von Kottwitz besuchte das Joachimsthalsche Gymnasium in Berlin und studierte Rechtswissenschaften in Göttingen, München und Kiel. Nach bestandenem Staatsexamen, anschließender Referendarzeit, unter anderem am Amtsgericht Luckenwalde, sowie der Kriegsteilnahme als Reserveoffizier im Husaren-Regiment „von Zieten“ (Brandenburgisches) Nr. 3 in Rathenow wirkte Wolf Dietrich von Kottwitz ab 1916 als Regierungsassistent und 1920 bis 1926 als stellvertretender Landesdirektor von Waldeck. 1926 wurde er als Regierungsrat und Polizeidezernent an das Polizeipräsidium Düsseldorf versetzt.
Im Zuge der Absetzung der demokratischen preußischen Staatsregierung Braun-Severing (Preußenschlag) setzte ihn die Regierung Papen 1932 als Nachfolger des Sozialdemokraten Adolf Hohenstein als Polizeipräsident von Kassel ein. 1933 wurde er von den Nationalsozialisten abgesetzt und als Oberregierungsrat und Dirigent für das Polizeiwesen an das Regierungspräsidium Potsdam versetzt. Nach Ende des Zweiten Weltkrieges wohnte Kottwitz in Potsdam. Er starb mit fast 80 Jahren am 10. Oktober 1969 und wurde knapp einen Monat später, am 6. November, auf dem Neuen Friedhof in Potsdam beigesetzt.